# 31619 Jodietinker
31619 Jodietinker è un asteroide della fascia principale. Scoperto nel 1999, presenta un'orbita caratterizzata da un semiasse maggiore pari a 2,2562135 UA e da un'eccentricità di 0,1318674, inclinata di 5,84622° rispetto all'eclittica.